# Heinrich von Poschinger
Heinrich Joseph Karl Ludwig Ritter und Edler von Poschinger (* 31. August 1845 in München; † 10. August 1911 in La Bollène, Frankreich) war ein deutscher Schriftsteller und  Historiker.

## Leben
Heinrich von Poschinger entstammte der alten bayerischen Familie Poschinger, deren Stammlinie mit Joachim Poschinger (1523–1599), Gutsherr auf Zwieselau (Landkreis Regen) im Bayerischen Wald, beginnt und 1140 erstmals urkundlich genannt wird.
Er studierte an der Ludwig-Maximilians-Universität München Philosophie und Jura. Später wechselte er mit den gleichen Fächern nach Berlin. Zurück in München konnte Poschinger sein Studium erfolgreich mit der Promotion zum Dr. jur. abschließen.
Sofort im Anschluss bekam er eine Anstellung bei der bayerischen Staatsverwaltung. 1876 wechselte Poschinger nach Berlin in die Reichskanzlei und war dort bis 1900 in der Verwaltung tätig. Er war mit Reichskanzler Otto von Bismarck bekannt. Bekannt wurde er vor allem durch Veröffentlichungen von Akten, Briefen und Gesprächen, die das politische Wirken Bismarcks dokumentieren. Er verfasste auch mehrere Arbeiten über Bismarck (Bismarck als Volkswirt, Parlamentarier, Bundesrat, Erinnerungen, Jahrbuch).
Des Weiteren gab er den Nachlass des Ministerpräsidenten Otto Theodor von Manteuffel heraus. Nach dem Tode Bismarcks schied er aus dem Staatsdienst aus und ließ sich in Nizza nieder. Dort gründete er die deutsche Tageszeitung „Riviera-Tageblatt“.
Im Alter von nahezu 66 Jahren starb der Schriftsteller Heinrich von Poschinger am 10. August 1911 in La Bollène, Frankreich.
Er war seit 1883 mit Margarethe, Tochter des Geheimen Kommerzienrates Freiherr Jakob von Landau, verheiratet. Sie war am 2. Mai 1861 in Breslau geboren, konvertierte 1883 zum Katholizismus und verstarb 1911 in La Bollène bei Nizza.

## Ehrungen
Nach ihm wurde eine Straße im Bismarckviertel von Berlin-Steglitz benannt.

## Werke (Auswahl)
- Preußen im Bundestag 1851–1859
- Ein Achtundvierziger. Lothar Buchers Leben und Werk
- Die wirtschaftlichen Verträge Deutschlands (1890–1894, 3 Bd.).
- Die wirtschaftlichen Verträge Deutschlands München: Lindauer, 1870 - VIII, 270 S.
- Fürst Bismarck und die Parlamentarier Breslau: Trewendt, 3 Bände (Digitalisat)